# Les Aventures de Colin, tailleur de pierre

Les Aventures de Colin, tailleur de pierre est une série de romans policiers historiques de littérature de jeunesse écrite par Béatrice Nicodème (née le 26 novembre 1951 à Versailles). Elle se passe au Moyen Âge et se déroule dans l'univers des bâtisseurs de cathédrales.

## Tomes
1. Le Secret de la cathédrale, Paris, Le Livre de poche coll. « Jeunesse. Policier » no 1248, 2006  (ISBN 2-01-321209-7)
2. La Malédiction de la Sainte-Chapelle, Paris, Le Livre de poche coll. « Jeunesse. Policier » no 1398, 2009  (ISBN 978-2-01-322483-3)
3. Le Trésor de Salisbury, Paris, Le Livre de poche coll. « Jeunesse. Policier »

## Résumés

### Le Secret de la cathédrale
Printemps 1242. Colin, 12 ans, fait route de Chartres vers Amiens, où son père Aurèle Le Blond est prétendu mort sur le chantier de la cathédrale. Colin a décidé de devenir lui aussi tailleur de pierre, à la fois pour marcher sur les pas de son père et pour en savoir plus sur les circonstances de sa mort, en prenant soin de ne pas dire qui il est. Il parvient à se faire embaucher comme apprenti par Maurin de Livry,l'appareilleur , mais les conditions de travail sont rudes et plusieurs accidents graves sont à déplorer sur le chantier depuis son arrivée. D'abord, Clément, un jeune fabricant de mortier (mortellier) qui lui ressemble beaucoup et avec qui il avait sympathisé, tombe en pleine nuit du haut de la cathédrale. Ensuite, M.Béranger, le nouveau maître tailleur de pierre, est grièvement blessé par un chariot de pierres. Les nombreuses escapades d'Odon, voisin de chambre de Colin, éveillent les soupçons de celui-ci, de même que les agissements curieux d'un cracheur de feu au visage ravagé. Grâce à Frère Gontran, Colin apprend secrètement l'art du trait et les principes de base qui lui permettront peut-être un jour de réaliser son rêve (devenir maître d'œuvre et poursuivre ainsi le travail de son père).
Gontran,le proviseur qui tient les comptes et chez qui logeait le père de Colin, évoque devant celui-ci l'incendie dans lequel est mort son père, Aurèle Le Blond. Cet incendie n'a-t-il pas été allumé par un rival d'Aurèle, qui voulait lui dérober ses plans pour la Sainte-Chapelle de Paris ?Le meurtre de Gontran achève d'en convaincre Colin qui, aidé de Dame Ermeline, la sœur de l'apothicaire, va tendre un piège au meurtrier qui est Maurin . Colin est courageux il va donc aussi aller là où Maurin avait rendez-vous...